# Chionochloa flavescens
Chionochloa flavescens (Maori: haumata, Engels: broad-leaved snow tussock) is een soort uit de grassenfamilie. Het is een grassoort die hoge stevige pollen kan vormen. De plant heeft lange, brede en hangende afvallende bladeren die een dichte strooisellaag vormen. De bloempluimen van ongeveer 30 centimeter verschijnen rond december/januari.
De soort komt voor in Nieuw-Zeeland, zowel op het Noordereiland als op het Zuidereiland. Hij groeit daar in sub-alpiene gebieden in de bergen en in sub-antarctische gebieden op zuidelijk gelegen eilanden nabij het Zuidereiland.

## Ondersoorten
- Chionochloa flavescens subsp. brevis Connor
- Chionochloa flavescens subsp. flavescens
- Chionochloa flavescens subsp. hirta Connor
- Chionochloa flavescens subsp. lupeola Connor